# IV liga polska w piłce nożnej (grupa Chełm-Kielce-Tarnobrzeg-Zamość 1998–2000)
Chełmsko-kielecko-tarnobrzesko-zamojska grupa IV ligi – była jedną z 16 grup IV ligi piłki nożnej (w latach 1998-2000), które były rozgrywkami czwartego poziomu ligowego piłki nożnej mężczyzn w Polsce.
Grupa ta powstała w 1998 roku na skutek reorganizacji rozgrywek. Rozgrywki w tej grupie trwały dwa sezony i w 2000 roku zostały zastąpione przez IV ligę, grupę lubelską i IV ligę, grupę świętokrzyską. Występowało w niej 18 drużyn z województw: chełmskiego, kieleckiego, tarnobrzeskiego i zamojskiego. Za rozgrywki toczące się w tej grupie odpowiedzialny był  Kielecki Okręgowy Związek Piłki Nożnej z siedzibą w Kielcach.

## Mistrzowie ligi
| Sezon                        | Poziom | Mistrz                      | Wicemistrz     | 3. miejsce                |
| awans do III ligi, grupy IV: |        |                             |                |                           |
| 1998/99                      | IV     | Tomasovia Tomaszów Lubelski | Nida Pińczów   | Granat Skarżysko-Kamienna |
| 1999/00                      | IV     | Pogoń Staszów               | Łada Biłgoraj1 | Alit Ożarów               |

Objaśnienia:
1. W sezonie 1999/00 Łada Biłgoraj awansowała do III ligi z 2. miejsca po wygranych barażach.

## Sezon 1999/2000

### Drużyny
W IV lidze występowało 18 drużyn.
- Drużyny występujące w IV lidze 1998/1999:
  - Nida Pińczów
  - Granat Skarżysko-Kamienna
  - Hetman Włoszczowa
  - Naprzód Jędrzejów
  - Pogoń Staszów
  - Granica Lubycza Królewska
  - Łada Biłgoraj
  - Victoria Łukowa
  - Piast Chęciny
  - Wisan Skopanie
  - Czarni Połaniec
  - Sparta Rejowiec Fabryczny
- Drużyny, które spadły z III ligi (grupa IV) 1998/1999:
  - Alit Ożarów
  - Spartakus Daleszyce
- Drużyny, które awansowały z Klasy okręgowej 1998/1999:
- z Klasy okręgowej grupy chełmskiej:
  - Granica Dorohusk
- z Klasy okręgowej grupy kieleckiej:
  - GZKS Nowiny
- z Klasy okręgowej grupy tarnobrzeskiej:
  - Wisła Sandomierz
- z Klasy okręgowej grupy zamojskiej:
  - Unia Hrubieszów

### Tabela
| Poz. | Klub                      | M  | Pkt. | Mecze | Mecze | Mecze | Bramki | Bramki |
| Poz. | Klub                      | M  | Pkt. | zwy.  | rem.  | por.  | zdob.  | stra.  |
| ---- | ------------------------- | -- | ---- | ----- | ----- | ----- | ------ | ------ |
| 1    | Pogoń Staszów             | 34 | 86   | 27    | 5     | 2     | 89     | 12     |
| 2    | Łada Biłgoraj             | 34 | 72   | 23    | 3     | 8     | 81     | 33     |
| 3    | Alit Ożarów               | 34 | 69   | 21    | 6     | 7     | 56     | 23     |
| 4    | Hetman Włoszczowa         | 34 | 64   | 19    | 7     | 8     | 61     | 27     |
| 5    | Naprzód Jędrzejów         | 34 | 64   | 19    | 7     | 8     | 52     | 24     |
| 6    | GZKS Nowiny               | 34 | 53   | 14    | 11    | 9     | 34     | 25     |
| 7    | Spartakus Daleszyce       | 34 | 47   | 13    | 8     | 13    | 49     | 50     |
| 8    | Victoria Łukowa           | 34 | 45   | 13    | 6     | 15    | 45     | 51     |
| 9    | Unia Hrubieszów           | 34 | 44   | 12    | 8     | 14    | 41     | 48     |
| 10   | Nida Pińczów              | 34 | 43   | 12    | 7     | 15    | 39     | 45     |
| 11   | Granica Lubycza Królewska | 34 | 41   | 10    | 11    | 13    | 43     | 33     |
| 12   | Piast Chęciny             | 34 | 39   | 10    | 9     | 15    | 34     | 55     |
| 13   | Granat Skarżysko-Kamienna | 34 | 38   | 11    | 5     | 18    | 35     | 55     |
| 14   | Wisan Skopanie            | 34 | 37   | 9     | 10    | 15    | 36     | 46     |
| 15   | Czarni Połaniec           | 34 | 37   | 9     | 10    | 15    | 34     | 53     |
| 16   | Wisła Sandomierz          | 34 | 31   | 7     | 10    | 17    | 36     | 62     |
| 17   | Granica Dorohusk          | 34 | 25   | 6     | 7     | 21    | 28     | 84     |
| 18   | Sparta Rejowiec Fabryczny | 34 | 13   | 1     | 10    | 23    | 15     | 81     |

| Legenda:                   |
| awans do III ligi          |
| baraże o awans do III ligi |
| spadek do klasy okręgowej  |

- źródło:  oraz prasa regionalna.

- Pogoń Staszów awansowała do III ligi, grupy IV.
- Łada Biłgoraj wygrała swoje mecze barażowe i awansowała do III ligi, grupy IV.
- Granica Dorohusk i Sparta Rejowiec Fabryczny spadły do klasy okręgowej.
- Po zakończeniu sezonu Victoria Łukowa/Chmielek, Unia Hrubieszów i Granica Lubycza Królewska zostały przeniesione do IV ligi lubelskiej, Alit Ożarów, Hetman Włoszczowa, Naprzód Jędrzejów, GZKS Nowiny, Spartakus Daleszyce, Nida Pińczów, Piast Chęciny, Granat Skarżysko-Kamienna, Czarni Połaniec i Wisła Sandomierz zostały przeniesione do IV ligi świętokrzyskiej, a Wisan Skopanie został przeniesiony do IV ligi podkarpackiej.

## Sezon 1998/1999

### Drużyny
W IV lidze występowało 18 drużyn.
- Spadkowicze z III ligi (grupa VII) 1997/1998:
  - Hetman Włoszczowa
  - Tomasovia Tomaszów Lubelski
  - Nida Pińczów
  - Łada Biłgoraj
  - Granat Skarżysko-Kamienna
- Utrzymały się z Klasy międzyokręgowej grupy Chełm-Zamość:
  - Granica Chełm
  - Victoria Łukowa
  - Kryształ Werbkowice
  - Granica Lubycza Królewska
  - Sparta Rejowiec Fabryczny
- Utrzymały się z Klasy międzyokręgowej grupy Kielce-Tarnobrzeg:
  - Naprzód Jędrzejów
  - Czarni Połaniec
  - Sparta Kazimierza Wielka
  - Wisan Skopanie
- Drużyny, które awansowały z Klasy okręgowej 1997/1998:
- z Klasy okręgowej grupy chełmskiej:
  - Unia Rejowiec
- z Klasy okręgowej grupy kieleckiej:
  - Piast Chęciny
- z Klasy okręgowej grupy tarnobrzeskiej:
  - Pogoń Staszów
- z Klasy okręgowej grupy zamojskiej:
  - Korona Łaszczów

### Tabela
| Poz. | Klub                        | M  | Pkt. | Mecze | Mecze | Mecze | Bramki | Bramki |
| Poz. | Klub                        | M  | Pkt. | zwy.  | rem.  | por.  | zdob.  | stra.  |
| ---- | --------------------------- | -- | ---- | ----- | ----- | ----- | ------ | ------ |
| 1    | Tomasovia Tomaszów Lubelski | 34 | 82   | 25    | 7     | 2     | 93     | 18     |
| 2    | Nida Pińczów                | 34 | 74   | 22    | 8     | 4     | 81     | 26     |
| 3    | Granat Skarżysko-Kamienna   | 34 | 72   | 22    | 6     | 6     | 60     | 28     |
| 4    | Hetman Włoszczowa           | 34 | 67   | 20    | 7     | 7     | 79     | 25     |
| 5    | Naprzód Jędrzejów           | 34 | 62   | 17    | 11    | 6     | 68     | 37     |
| 6    | Pogoń Staszów               | 34 | 58   | 17    | 7     | 10    | 67     | 47     |
| 7    | Granica Lubycza Królewska   | 34 | 51   | 16    | 3     | 15    | 58     | 58     |
| 8    | Łada Biłgoraj               | 34 | 50   | 14    | 8     | 12    | 56     | 43     |
| 9    | Victoria Łukowa             | 34 | 50   | 14    | 8     | 12    | 54     | 44     |
| 10   | Piast Chęciny               | 34 | 48   | 14    | 6     | 14    | 50     | 55     |
| 11   | Wisan Skopanie              | 34 | 47   | 14    | 5     | 15    | 52     | 45     |
| 12   | Czarni Połaniec             | 34 | 45   | 13    | 6     | 15    | 49     | 64     |
| 13   | Sparta Rejowiec Fabryczny   | 34 | 42   | 12    | 6     | 16    | 41     | 47     |
| 14   | Sparta Kazimierza Wielka    | 34 | 33   | 10    | 3     | 21    | 41     | 78     |
| 15   | Kryształ Werbkowice         | 34 | 28   | 8     | 4     | 22    | 51     | 88     |
| 16   | Granica Chełm               | 34 | 24   | 6     | 6     | 22    | 29     | 75     |
| 17   | Unia Rejowiec               | 34 | 22   | 6     | 4     | 24    | 21     | 79     |
| 18   | Korona Łaszczów             | 34 | 9    | 2     | 3     | 29    | 26     | 119    |

| Legenda:                  |
| awans do III ligi         |
| spadek do klasy okręgowej |

- źródło:  oraz prasa regionalna.

- Unia Rejowiec wycofała się z rozgrywek po 21 kolejce.
- Tomasovia Tomaszów Lubelski awansowała do III ligi, grupy IV.
- Sparta Kazimierza Wielka, Kryształ Werbkowice, Granica Chełm, Unia Rejowiec i Korona Łaszczów spadły do klasy okręgowej.